# Lelesz (Szlovákia)
Lelesz (szlovákul: Leles) község Szlovákiában, a Kassai kerület Tőketerebesi járásában. Kaponya tartozik még hozzá.

## Fekvése
Királyhelmectől 6 km-re északkeletre, a szlovák-magyar határtól 8 km-re fekszik.

## Nevének eredete
Neve az ősi magyar Lelu személynévből ered.

## Története
A régészeti leletek tanúsága szerint területe a kőkorszak óta folyamatosan lakott. Bőséges leletek kerültek elő a bronzkorból, a római-barbár korszakból és a korai szláv korból is.
A település neve a 12. század végén bukkan fel először. 1220-ban „Lelez”, 1252-ben „Leles”, 1274-ben „Lelez” néven szerepel az írott forrásokban.
A leleszi apátságot 1180-ban alapította a váci püspök, erődítései a 16. században épültek. 1213-ban az itteni templomban helyezte el II. Endre király a meggyilkolt Gertrúd magyar királyné jobb kezét, amellyel gyilkosai ellen védekezett. (Más állítás szerint a szívét.) A király által kibocsátott leleszi alapítólevél fontos nyelvemlékünk. Az apátság a 13. századtól 1567-ig hiteleshely volt, ahonnan számos fontos oklevelet kelteztek. 1241-ben elpusztították a tatárok, azonban rövidesen helyreállították és továbbra is uradalmi központ maradt.
1403-ban a Pálóczi család erőszakkal foglalta el a települést, melynek a 15. században kegyurai voltak. Lelesz 1439-től a 19. századig mezőváros, híresek voltak hétfői vásárai. A kolostort 1527-ben Serédy Gáspár serege fosztotta ki, majd 1532-ben Homonnai Drugeth II. Ferenc. 1555-ben Bebek Ferenc rohammal vette be. A település 1557-ben 12 portával adózott. Az 1560-as években elhagyták a szerzetesek és csak 1630-ban tértek vissza, ekkor erődítéseit kijavították. Az 1730-as években emeletet építettek rá. Leleszen 1715-ben 19 lakatlan és 17 lakott lakóháza állt. 1787-ben 112 házában 821 lakos élt. Ebben az évben – miután II. József megszüntette a szerzetesrendeket – a premontreiek ismét elhagyni kényszerültek, 1802-ben azonban újra visszakapták korábbi birtokaikat.
A 18. század végén Vályi András így ír róla: „LELESZ. Mező Város Zemplén Várm. földes Ura a’ Religyiói Kintstár, lakosai katolikusok, ’s másfélék. Levéltárja nevezetesíti melly az előtt a’ Premontsrans Atyáknak Vár formára épült két emeletű gyönyörű Klastromjokban tartatott, de nagy emlékezetű II. József Tsászár által Eger Városába tétetődött, és némelly jeles Férfiaknak temető helye, fekszik Latorcza vize mellett, Ung Vármegyének szélénél, agyagos, és homokos határja két nyomásbéli, jól termő, réttye apró szénát terem, erdeje makk termő, igen nagy, ’s szép tölgyesekből álló.”
1828-ban 224 ház és 1609 lakos volt a településen. Lakói mezőgazdasággal, kertészkedéssel és szőlőtermesztéssel foglalkoztak. Petőfi 1847-ben járt ezen a vidéken. A vékonypénzű költő a „roppant barátklastrom”-ot tréfásan „nagyszerű disznó-hízlaló hely”-nek nevezi, célozván arra, hogy milyen jót lehetett enni a paplakban...
Fényes Elek 1851-ben kiadott geográfiai szótárában így ír a városról: „Lelesz, magyar m. v. Zemplén vmegyében, Ungvárhoz 4 1/2 mfdnyire: 1156 római, 150 g. kath., 196 ref. lak. Van egy régi prépostsága, nevezetes hiteles levéltárral; derék szentegyháza, mellyben sok jeles férfiak vannak eltemetve; 1050 hold termékeny szántófölde, melly részint agyagos, részint homokos; szép tölgyes erdeje. F. u. a praemonstratensisek leleszi prépostsága.”
Borovszky Samu monográfiasorozatának Zemplén vármegyét tárgyaló része szerint: „Lelesz, a Latorcza folyó mellett fekvő kisközség 327 házzal és 1921, kizárólag magyar, túlnyomóan róm. kath. vallású lakossal. Históriai multban gazdag, régi egyházi vagyon ez a község és a hozzátartozó falvak. A leleszi prépostságot II. Béla idejében alapította Boleszló váczi püspök, a ki a prépostságnak hatalmas birtokokat ajándékozott Zemplén és Szabolcs vármegyékbe. Így Leleszhez tartozott Királyhelmecz, Nagykapos, Polyán, Chernő, Kiskapos, Sislócz, Lakarth, Trask, Viszoha, Szalóka, Vajdácska, Kanyár, valamint Batt és Agárd egy része. Ezeket a birtokokat Boleszló kapta keresztapai ajándékul II. Béla királytól 1132-ben. Később (1180-ban), váczi püspök korában, vallási alapítványul rendelte és ezzel megalapította a leleszi konvent századokra terjedő uralmát Zemplén vármegyében. Ezt az alapítványt 1214-ben megerősítette II. András király, 1334-ben Károly király, 1342-ben és 1364-ben Lajos, 1406-ban Zsigmond és 1486-ban Mátyás király is. A konvent vagyona pedig nőttön nőtt, fölkeltve az írigységet, a mely fondorkodásaival annyira vitte, hogy Imre király Boleszló püspök adományát megsemmisítette, a mit azonban egy későbbi királyi rendelet visszavont. A tatárjárás a leleszi prépostságot sem kímélte meg; 1241-ben a tatárok feldúlták és kifosztották. Később (1302-ben) a Lónyai-Ruke család is hadakozott a prépostsággal, erőszakkal elfoglalva tőle a Szalóka nevű birtokot. Egy századdal ezután, 1403-ban, Pálóczi Mátyás és Imre akkor támadtak haddal a prépostságra, a mikor nagybátyjuk, Domokos prépost meghalt. A halott prépostnak még ki sem hült a teteme s halálos ágyán feküdt még, a mikor unkoaöcscsei éjnek idején megrohanták a kolostort és a konvent 8000 aranyát s összes kincseit, arany- és ezüstserlegeit magukhoz ragadták, azután elfoglalták Királyhelmeczet is. A konvent fölött kegyúri jogot adományozott több király is kedveltjeinek; így első kegyurai Micz bán utódai voltak. A XV. században leleszi birtokosokként fölemlítik az Azaryakat, Csontosokat, a Farkas, Harkányi, Korcsvai, Lesznai, Nagymihályi, Eödönffi, Pelejtei, Ráskai, Szeretvai és Zbugyai családokat A XVI. század második esztendejében a kegyúri jog gyakorlásában látjuk a Pálóczi családot. A mohácsi vész után az ellenkirályok viszálykodásaitól sokat szenvedett a leleszi konvent, melynek tagjai János király pártján állottak s így alkalmat adtak a Ferdinánd-pártiaknak arra, hogy Leleszt megrohanják és kifoszszák (1527-ben). Néhány évvel ezután, 1533-ban, várszerűen megerősítették a kolostort, s erős kőfallal vették körül. Egy emberöltővel később, 1557-ben, Perényi Gábor azonban mégis elfoglalta és három évig ült birtokában, mígnem Telekessy onnan kiűzte. A leleszi konvent ez időtájt már hanyatlani kezdett. Szerzetesei kivándoroltak, vagy elhaltak, úgy hogy 1567-ben elárvult a leleszi uradalom s azt a prémontreiek távozása után a világi egyház kapta. A törökök ellen vívott háborúk alatt a prémontreiek többi rendházai nagy összegekkel segítvén a királyokat, ezért 1697-ben ismét visszahelyezték a prémontrei rendet régi jogaiba és Lelesz birtokába, sőt egy későbbi királyi rendelet (1710-ben) a prépostkinevezés jogát is a rend kiváltságaihoz fűzte s így királyi kinevezés helyett maga a konvent választotta ezután a fejét. II. Rákóczy Ferencz Munkács várába vitette a konvent levéltárát s akkor sok becses okiratot ágyúfojtásra használtak fel; Bercsényi Miklós az okiratok nagy részét megmentette; ezek az ú. n. »Bercsényi-iratok« a káptalan levéltárában. II. József 1787-ben eltörölvén a rendet, a leleszi híres levéltárat Budára vitték. Mikor 1802-ben a rendet ismét visszaállították, levéltára is visszakerült Leleszre. Jelenleg a leleszi birtok a jászói prépostsághoz tartozik. Temploma ősrégi és századok viharainak a nyomait viseli. A régi, várszerű kolostor épülete, hatalmas tömegével és tornyával, a községen kívül magas fensíkon áll. Lelesz körjegyzőségi székhely. Van saját postája, távíróállomása; vasúti állomása Perbenyik. Említést érdemel hitelszövetkezete.”
A trianoni diktátumig Zemplén vármegye Bodrogközi járásához tartozott. 1938 és 1944 között újra Magyarország része volt.

## Népessége
| Év:            | 1994. | 2004.   | 2014.   | 2024.   |
| -------------- | ----- | ------- | ------- | ------- |
| Emberek száma: | 1864  | 1898    | 1774    | 1892    |
| Eltérés:       |       | +1,82 % | -6,53 % | +6,65 % |

| Év:            | 2023. | 2024.   |
| -------------- | ----- | ------- |
| Emberek száma: | 1897  | 1892    |
| Eltérés:       |       | -0,26 % |

| Népesség | Népesség     | Nemzetiségi összetétel | Nemzetiségi összetétel | Nemzetiségi összetétel | Nemzetiségi összetétel | Nemzetiségi összetétel |
| Év       | Összlakosság | Magyar                 | Német                  | Szlovák                | Ruszin                 | Egyéb                  |
| -------- | ------------ | ---------------------- | ---------------------- | ---------------------- | ---------------------- | ---------------------- |
| 1880     | 1275         | 1196 (93,8%)           | 1 (0,1%)               | 11 (0,5%)              | -                      | 67 (3,2%)              |
| 1900     | 1921         | 1909 (99,4%)           | 3 (0,2%)               | 3 (0,2%)               | -                      | 6 (0,3%)               |
| 1910     | 1821         | 1815 (99,7%)           | 1 (0,1%)               | 3 (0,2%)               | -                      | 2 (0,1%)               |
| 1930     | 1882         | 1491 (79,2%)           | 5 (0,3%)               | 35 (1,9%)              | 1 (0,1%)               | 350 (18,6%)            |
| 1938     | 2016         | 1999 (99,2%)           | 1 (0,1%)               | 8 (0,4%)               | -                      | 8 (0,4%)               |
| 1941     | 2082         | 2072 (99,5%)           | 1 (0,1%)               | 5 (0,2%)               | 1 (0,1%)               | 3 (0,1%)               |
| 1970     | 2180         | 2029 (93,1%)           | -                      | 136 (6,2%)             | -                      | 15 (0,7%)              |
| 1980     | 2075         | 1857 (89,5%)           | -                      | 210 (10,1%)            | -                      | 8 (0,4%)               |
| 1991     | 1922         | 1776 (92,4%)           | -                      | 130 (6,8%)             | 16 (0,8%)              |                        |
| 2001     | 1900         | 1434 (75,5%)           | -                      | 238 (12,5%)            | -                      | 228 (12%)              |
| 2011     | 1782         | 1340 (75,2%)           | -                      | 280 (15,7%)            | -                      | 162 (9,1%)             |
| 2021     | 1889         | 1427 (75,5%)           | 1 (0,05%)              | 375 (19,85%)           | -                      | 60 (3,18%)             |

1910-ben 1821-en, túlnyomórészt magyarok lakták.
2001-ben 1900 lakosából 1434 magyar, 238 szlovák és 217 cigány.
2011-ben 1782 lakosából 1340 fő magyar, 280 szlovák és 162 cigány.
2021-ben 1889 lakosából 1427 magyar (75,5%), 375 szlovák, 13 cigány, 7 ukrán, 5 cseh, 1 német, 1 orosz, 60 ismeretlen nemzetiségű.
| Népesség | Népesség     | Vallási összetétel | Vallási összetétel | Vallási összetétel | Vallási összetétel | Vallási összetétel | Vallási összetétel | Vallási összetétel | Vallási összetétel |
| Év       | Összlakosság | Katolikus          | Katolikus          | Protestáns         | Protestáns         | Zsidó              | G.kel              | Jehova Tanúi       | Egyéb              |
| Év       | Összlakosság | R.kat              | G.kat              | Ref.               | Evan.              | Zsidó              | G.kel              | Jehova Tanúi       | Egyéb              |
| -------- | ------------ | ------------------ | ------------------ | ------------------ | ------------------ | ------------------ | ------------------ | ------------------ | ------------------ |
| 1828     | 1609         | 1410 (87,6%)       | 1410 (87,6%)       | 199 (12,4%)        | 199 (12,4%)        | -                  | -                  |                    |                    |
| 1851     | 1502         | 1156 (77,0%)       | 150 (10,0%)        | 196 (13,0%)        | -                  | -                  | -                  |                    |                    |
| 1858     | 1535         | 1202 (78,3%)       | 132 (8,6%)         | 154 (10,0%)        | -                  | 47 (3,1%)          | -                  |                    |                    |
| 1880     | 1535         | 1410 (68,0%)       | 262 (12,6%)        | 210 (10,1%)        | 1 (0,1%)           | 192 (9,3%)         | -                  |                    |                    |
| 1890     | 1981         | 1303 (65,8%)       | 267 (13,5%)        | 247 (12,5%)        | -                  | 164 (8,3%)         | -                  |                    |                    |
| 1900     | 1921         | 1256 (65,8%)       | 231 (12,0%)        | 211 (11,0%)        | -                  | 223 (11,6%)        | -                  |                    |                    |
| 1910     | 1821         | 1113 (61,1%)       | 255 (14,0%)        | 230 (12,6%)        | -                  | 222 (12,2%)        | -                  |                    | 1 (0,1%)           |
| 1930     | 1882         | 1166 (62,0%)       | 299 (15,9%)        | 211 (11,2%)        | 8 (0,4%)           | 195 (10,4%)        | -                  |                    | 3 (0,2%)           |
| 1938     | 2016         | 1307 (64,8%)       | 306 (15,2%)        | 243 (12,1%)        | -                  | 151 (7,5%)         | 1 (0,1%)           |                    | 8 (0,4%)           |
| 1941     | 2082         | 1346 (64,7%)       | 342 (16,4%)        | 250 (12,0%)        | -                  | 135 (6,5%)         | -                  |                    | 9 (0,4%)           |
| 1991     | 1922         | 1471 (76,5%)       | 111 (5,8%)         | 142 (7,4%)         | 36 (1,9%)          | -                  | -                  |                    | 162 (8,4%)         |
| 2021     | 1889         | 1257 (66,54%)      | 170 (9%)           | 165 (8,73%)        | 9 (0,48%)          | -                  | 3 (0,16%)          | 21 (1,11%)         | 129 (6,83%)        |

## Nevezetességei

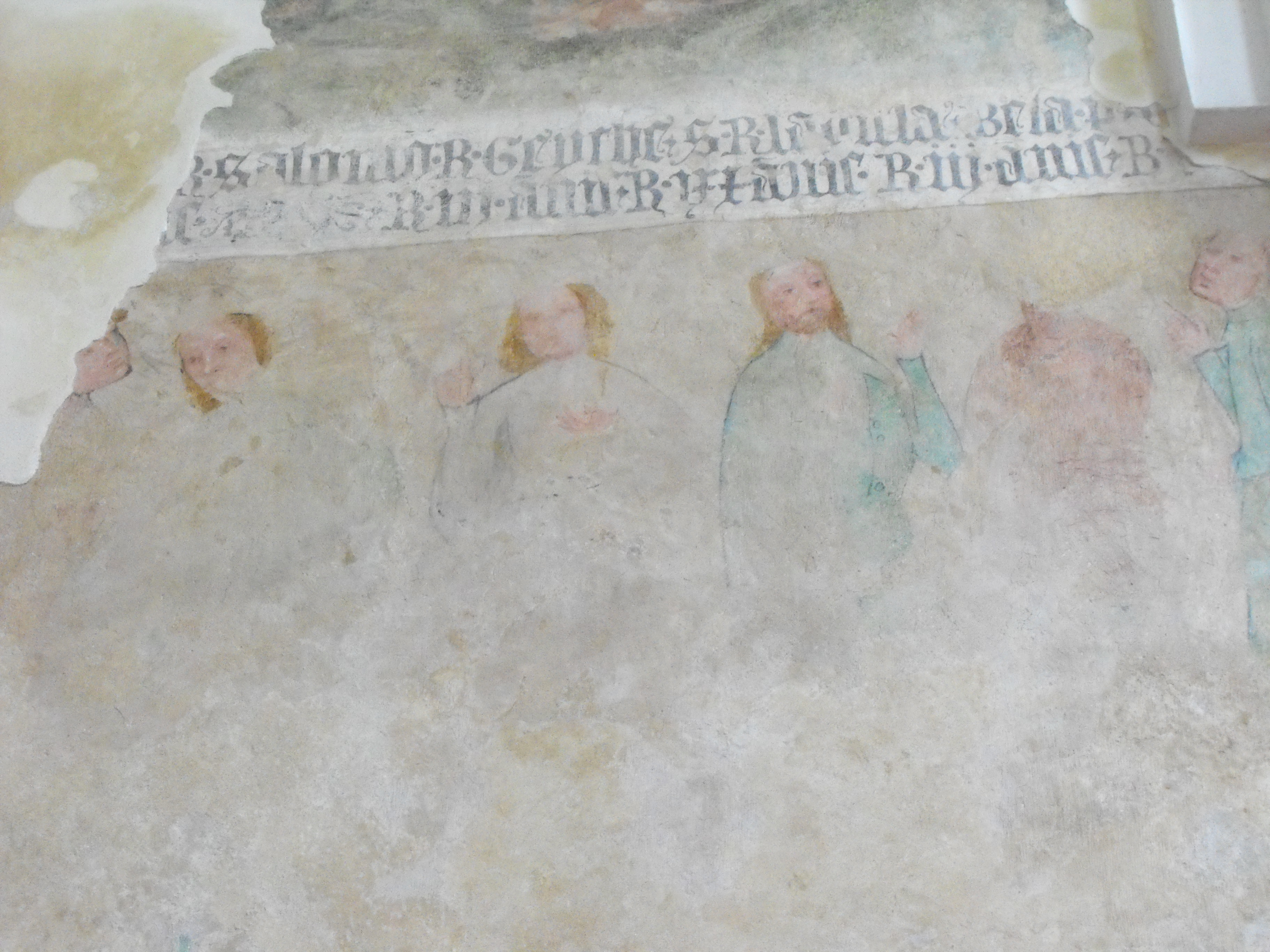
Freskó a kolostorban

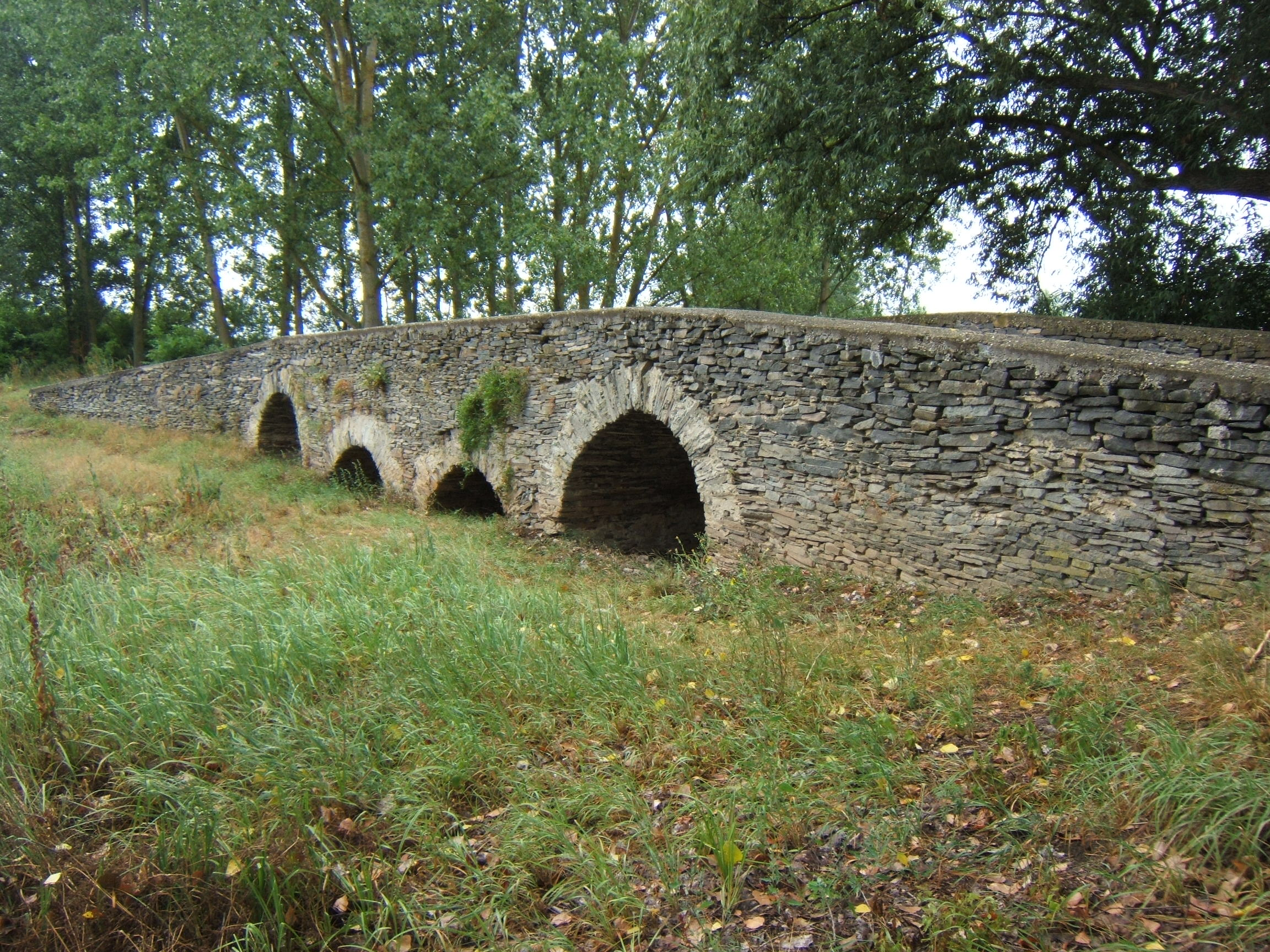
A Szent Gotthárd híd

- A falu szélén, meredek lejtő peremén áll az egykori premontrei kolostor. Az épületegyüttes a 14-15. században épült a korábbi kolostor helyén. 1533-ban erődítésekkel látták el, 1588-ban megújították. 1623 és 1639 között a bejárati részhez tornyot építettek. A 18. században barokk stílusban építették át, majd 1896-ban renoválták. A keleti szárnyban gótikus kápolna található.
- Római katolikus temploma a 14. században, 1315 és 1366 között épült a kolostor déli szárnyához, gótikus stílusban. Később barokkizálták.[9]
- Református temploma a 19. század első felében épült, 1912-ben renoválták.
- Nepomuki Szent János szobra 18. századi alkotás.
- Szent Gotthárd híd. A Ticce patak egykori medre fölött egy, a középkorban épített – a híres hortobágyi kilenclyukú hídhoz hasonló – kőhíd, a Gotthárd híd vezet át. Az építménynek azonban csak négy íve van. Ma már csak a híd van meg, az út másfelé vezet. A figyelmetlen ember észre sem veszi, hiszen ma a réten áll, a gaz benőtte. A tábla is kidőlt, amely hirdeti: „Gótikus kőhíd, műemlék”.

## Neves személyek
- Itt hunyt el Parlaghy Ferenc (1779–1846) premontrei kanonok, gimnáziumi tanár.
- Itt hunyt el Lehóczky László (1800 körül–1845) premontrei rendi kanonok és tanár.
- Itt hunyt el Juhász Mihály Medárd (1820–1891) premontrei rendi áldozópap, kanonok és gimnáziumi igazgató.
- Itt hunyt el Heffler Konrád Sándor (1850–1920) premontrei áldozópap és főgimnáziumi tanár.
- Itt született Török Elemér (1930–2006) szlovákiai magyar költő, publicista.[10]